# La Pensée de midi
La Pensée de midi est une revue littéraire et de débats d'idées, créée en 2000 à l'initiative d'écrivains et intellectuels dont notamment Jean-Claude Izzo, Bernard Millet, Thierry Fabre ou encore Hubert Nyssen...

## Historique
Elle est le fruit d'une coédition entre Actes Sud et Des Sud. Son rédacteur en chef est l'essayiste, fondateur des Rencontres d'Averroès, Thierry Fabre. Avec trois parutions annuelles, la revue propose un regard sur le monde de l'art et des idées depuis la Méditerranée. Son objectif est de susciter la création et de permettre le débat. La revue se divise en deux parties, un dossier thématique et des rubriques (Le carnet d'Hubert Nyssen, La bibliothèque de midi, Les musicales, Carnet d'artiste, Questions d'images, En débat, Le temps des saveurs, Les inédits). Elle est diffusée en librairie.
« La Pensée de midi » est aussi une image qu'Albert Camus a employée pour éclairer son propos, sortir de l'absurde et tracer des limites face à la démesure de son temps. Cette image lui vient peut-être de Nietzsche, qu'il a étudié, dans la perspective d'un possible alliage entre l'apollinien et le dionysiaque. Mais il cite surtout Maurice Barrès comme représentant de cette pensée qui n'ignore ni la révolte ni la mesure. Il y a là une forme de sagesse, qui n'est pas « du Sud » car ce serait la réduire à une dimension géographique qui est toute relative. Ce n'est pas plus un appel à la raison car ce n'est pas la seule forme de connaissance. Il est aussi une connaissance visionnaire liée au monde de l'imagination créatrice et la Pensée de midi fait appel à la possible conjonction entre ces mondes.
La publication cesse en 2010.

## Numéros parus de la revue
- Série portraits de villes :
  - Tanger, ville frontière, n° 23, février 2008  (ISBN 978-2-7427-72957)
  - Beyrouth XXIe siècle, n° 20, mars 2007  (ISBN 978-2-7427-6521-8)
  - Athènes, n° 11, déc. 2003  (ISBN 978-2-7427-4719-1)
  - Retrouver Palerme, n° 8, juin 2002  (ISBN 978-2-7427-3837-3)
  - Alger, n° 4, mai 2001  (ISBN 978-2-7427-3357-6)
- Série littérature, création et société :
  - Création(s). La traversée des frontières, n° 2, sept. 2000  (ISBN 978-2-7427-2837-4)
  - Littératures… “une mère étrangère”, n° 5-6, octobre 2001  (ISBN 978-2-7427-3393-4)
  - Éclats de frontières, n° 13, juillet 2004  (ISBN 978-2-7427-4932-4)
  - Égypte(s) : littératures, n° 12, mars 2004  (ISBN 978-2-7427-4852-5)
  - Du désir, du plaisir et de l’amour… en Méditerranée, n° 17, janvier 2006  (ISBN 978-2-7427-5934-7)
  - Vivre l’architecture, n° 18, avril 2006  (ISBN 978-2-7427-6034-3)
- Série des questions politiques :
  - La politique a-t-elle encore un sens ?, n° 7, mars 2002  (ISBN 978-2-7427-3604-1)
  - Regarder la guerre, n° 9, déc. 2002  (ISBN 978-2-7427-3921-9)
  - Quel XXe siècle ?, n° 15, juin 2005  (ISBN 978-2-7427-5609-4)
  - Fin(s) de la politique culturelle ?, n° 16, oct.2005  (ISBN 978-2-7427-5933-0)
  - Quelles régions pour demain ?, n° 21, juin 2007  (ISBN 978-27427-6851-6)
- Série débats d’idées :
  - Les territoires de l’appartenance. Provence-Méditerranée, n° 1, mars 2000  (ISBN 978-2-7427-2624-0)
  - Mémoires en miroir. Autour d’une Méditerranée plurielle, n° 3, déc.2000  (ISBN 978-2-7427-3023-0)
  - Aimer les différences ?, n° 14, déc. 2004  (ISBN 978-2-7427-5354-3)
  - Face aux libertés… au sud de la Méditerranée, n° 19, oct. 2006  (ISBN 978-2-7427-6436-5)
  - Le Mépris, n° 24/25, mai 2008  (ISBN 978-2-7427-7628-3)

### Sources
- France Culture
- Backchich.info
- Evene

### Radio
France Culture a réalisé une série d'émissions autour de la figure d'Albert Camus et « La Pensée de midi » pendant l'été 2006.